# Senkarbeit
Senkarbeit, Senken oder auch Strossen bezeichnet im Bergbau die dauerhafte Erhaltung eines Streckenquerschnitts, wenn dieser durch das Hochquellen des Gesteins in der Streckensohle verringert wird. Sie dient der Aufrechterhaltung bzw. Wiederherstellung der notwendigen Streckenhöhe sowie des benötigten Gefälles für die Wasserseige oder auch der Gleise bei einer Gleisförderung.

## Grundlagen
Der Streckenausbau mittels Stahlbögen verhindert unter Tage, dass das Gebirge von den Stößen oder aus der Firste in den Querschnitt der Strecke eindringen kann. Allerdings ist die Sohle beim normalen Streckenausbau nicht geschützt. Dadurch kann an dieser Stelle das Gebirge in den freien Streckenquerschnitt hineinquellen. Für das Eindringen des Gebirges in den freien Streckenquerschnitt ist einerseits der hohe Gebirgsdruck, welcher in großen Teufen herrscht verantwortlich, andererseits wirken sich auch Abbauwirkungen negativ auf die Strecken aus. Dies ist insbesondere bei abbaunahen Strecken der Fall, wo es durch die Abbauauswirkungen (Konvergenzen) oft zu erheblichen Querschnittsminderungen kommt.

## Senkarten
Da das hereingequollene Gebirge den freien Streckenquerschnitt einengt, wodurch die Wetterführung und der Betriebsablauf behindert werden, muss die Streckensohle rechtzeitig gesenkt werden. Aufgrund des hohen Gebirgsdrucks in großen Teufen werden in Abbaubetrieben ständig Senkarbeiten in den Strecken durchgeführt. Um ein optimales Senkergebnis zu erreichen, muss das hereingequollene Haufwerk bis zur Ausbauunterkante entfernt werden. Dabei muss darauf geachtet werden, dass die Ausbausegmente nicht untersenkt werden, da ansonsten die Stabilität des Ausbaus nicht mehr gewährleistet ist. Wird der Ausbau untersenkt kann es zu Verformungen des Ausbaus durch den seitlichen Gebirgsdruck kommen. 
Man unterscheidet dabei die manuelle Senkarbeit und die maschinelle Senkarbeit.

### Manuelle Senkarbeit
Die manuelle Senkarbeit wird mit bergmännischen Werkzeugen wie:
- Presslufthammer
- Keilhaue
- Schaufel
- Krätzer
- Ladeblech

durchgeführt.
Bei der manuellen Senkarbeit wird das Gestein zunächst mittels Presslufthammer oder Keilhaue gelockert. Anschließend wird das Haufwerk mit der Schaufel in ein Fördermittel geladen. Ist direktes Einstechen der Schaufel in das Haufwerk nicht möglich, wird es mittels Krätzer direkt auf die Schaufel oder auf ein Ladeblech gezogen und anschließend in das Fördermittel geschaufelt. Das Ladeblech erlaubt es, zügiger mit der Schaufel zu arbeiten, da die Schaufel auf dem Blech bedeutend besser unter das gelöste Haufwerk gleitet als auf der Sohle.
Da diese Art der Senkarbeit sehr zeitintensiv ist und sehr viel Arbeitskraft beansprucht, wird sie nur dort angewendet, wo sich der Einsatz von Senkmaschinen nicht lohnt oder aus Platzgründen nicht möglich ist.

### Maschinelle Senkarbeit
Für die maschinelle Senkarbeit kommen sogenannte Senkmaschinen zum Einsatz. Man unterscheidet dabei zwei Arten von Senkmaschinen:
- Sohlensenklader
- Senkhelix

Welche der beiden Senkmaschinen zum Einsatz kommt, ist von verschiedenen Faktoren abhängig. Mit Senkmaschinen kann ein Vielfaches der Senkarbeit pro Zeitspanne erwirkt werden als dies mit manueller Senkarbeit möglich ist. Außerdem werden für diese Senkarbeiten nur wenige Bergleute benötigt.

#### Senkarbeit mit dem Sohlensenklader

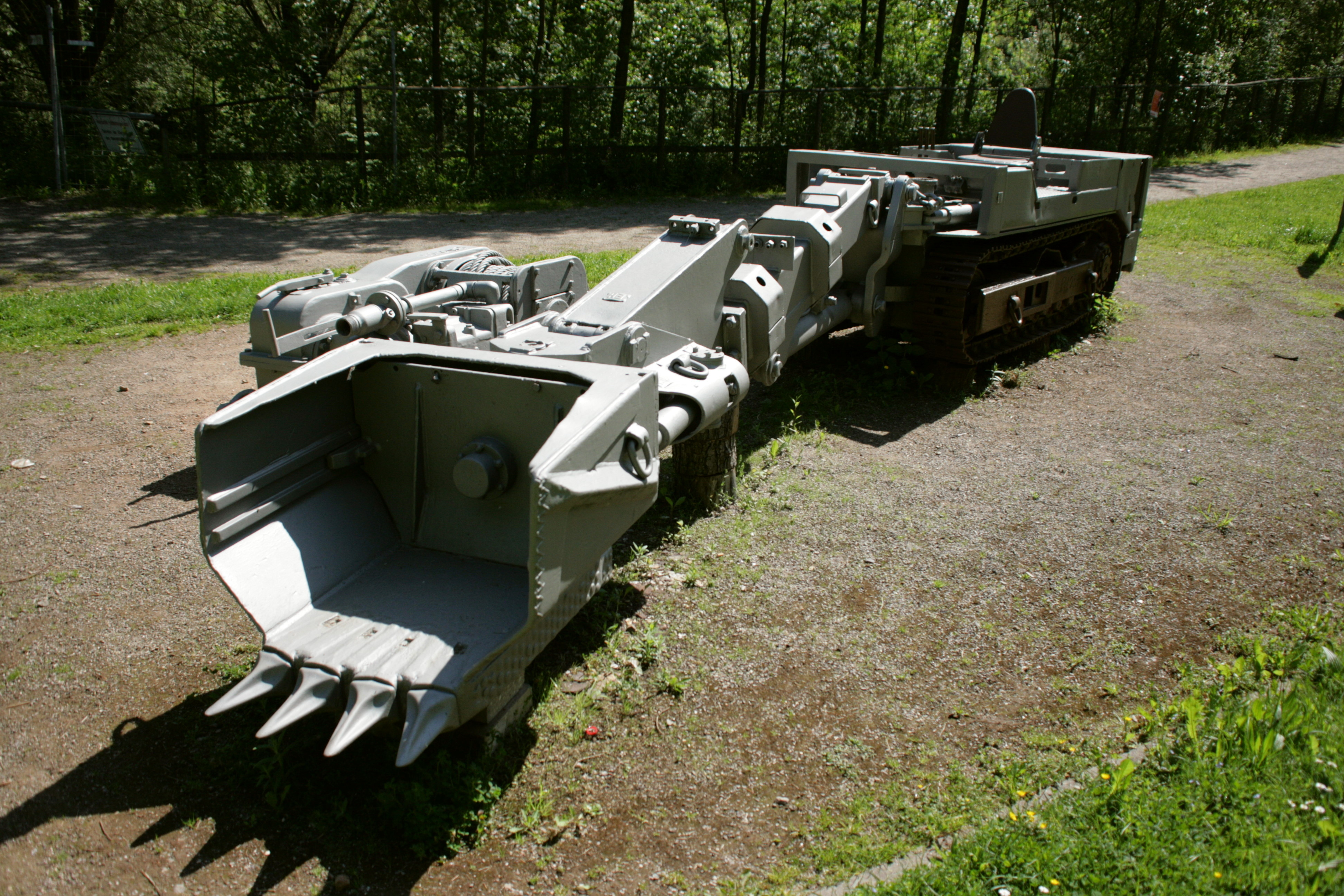
Sohlensenklader

Sohlensenklader kommen zum Einsatz, wenn die Senkarbeit parallel zum normalen Betrieb durchgeführt wird. Aufgrund ihrer geringen Breite von unter 1200 mm und ihrer kompakten Bauweise können sie fast überall eingesetzt werden, z. B. auch in Abbaustrecken mit Bandförderung. Es werden überwiegend elektrisch betriebene Senklader verwendet, gelegentlich kommen jedoch auch druckluftbetriebene Sohlensenklader zum Einsatz. Ein Sohlensenklader ist mit einer an einem Schwenkarm befindlichen Schaufel ausgestattet, mit der das lockere Gestein aufgenommen und in das Fördermittel gefüllt wird.
Als Fördermittel können sowohl Förderwagen als auch Stetigförderer wie Förderband oder Kratzkettenförderer verwendet werden. Um das Gestein aufzulockern, sind an der Laderschaufel spezielle Meißelspitzen angebracht, die wie Presslufthämmer arbeiten und das Gestein regelrecht zertrümmern. Um das anstehende Haufwerk wegzuladen, fährt der Laderfahrer den Lader so vorwärts, dass er mit der Laderschaufel in den anstehenden Senkstoß eindringt. Sobald die Laderschaufel mit Haufwerk gefüllt ist, wird sie über dem Fördermittel positioniert und entleert. Mit einer Schaufelfüllung lassen sich auf diese Art und Weise 0,3 – 0,5 m³ Haufwerk (Senkberge) wegladen.
Der Senklader wird in der Regel in zwei Transporteinheiten an den Einsatzort gebracht, dem Maschinenrahmen mit Fahrwerk und Hydraulikantrieb und davon getrennt der Ausleger mit Schaufel. Der Maschinenrahmen ist in der Regel so konstruiert, dass er gerade noch mit der Einschienenhängebahn transportabel ist. Als dritte Transporteinheit müssen noch Luftschlauch und Anschlüsse oder Elektromaterial sowie Hydraulikflüssigkeit zum Einsatzort gebracht werden. Sollte der Transport aufgrund der Abmessungen nicht möglich oder zu aufwändig sein, muss von Hand gesenkt werden.

#### Senkarbeit mit der Senkhelix
Aufgrund ihrer Abmessungen und des erheblichen Montageaufwandes kommt eine Senkhelix nur zum Einsatz, wenn eine längere Strecke gesenkt werden muss, in der keine Einbauten wie etwa Förderbänder vorhanden sind. Auch darf der Ausbau durch den Gebirgsdruck nicht soweit deformiert sein, dass die Streckenbreite stark verringert ist. 
Die Vortriebsmaschine ist ähnlich wie eine Teilschnittmaschine ausgebildet. Am vorderen Teil befinden sich zwei rotierende Schneidköpfe, die eine Vielzahl von Meißeln tragen. Da die Schneidköpfe nur wenige Freiheitsgrade benötigen, ist der Ausleger, an welchem sie sich befinden, nur gering beweglich.
Mittels der Schneidköpfe wird die Streckensohle aufgefräst und das gelöste Haufwerk zur Mitte der Maschine befördert. Dort befindet sich ein Kratzkettenförder, über welchen das hereingewonnene Gestein zu einem Förderband und über dieses dann abgefördert wird. Das Förderband muss mit fortschreitendem Senkbetrieb ständig verlängert werden.

## Leistung
Bei der manuellen Senkarbeit kann von einer Senkleistung von 4 bis 10 m³/Mann(Schicht) ausgegangen werden. Der Einsatz von Senkladern wird ab 20 m³ wirtschaftlich. Zur Leistungslohnfindung (Gedinge) wird die Senkleistung in der Regel mit der abzufördernden Haufwerkshöhe und der Sohlenbreite verrechnet und in m/MS angegeben.